# Коса (мова)

Ко́са (також кхоса, коза, кхоза, isiXhosa [ˈkǁʰoːsa] (Косаⓘ) — одна із офіційних мов Південно-Африканської Республіки.
Коса володіють близько 7,9 мільйона людей, що становить приблизно 18 % населення ПАР. Як і всі мови банту, коса — мова тональна.

## Географічне поширення
Головним чином носії коса проживають в Східній Капській провінції ПАР. Навіть офіційна назва цієї провінції мовою зулу звучить як KwaXhosa. На коса також говорять в Західній Капській провінції, включаючи Кейптаун, провінції Гаутенг і по всій Південній Африці.

## Цікавий факт
- Мову коса можна почути в деяких піснях гурту Die Antwoord, оскільки один із учасників — DJ Hi-Tek — є представником народу коса.